# Reprezentacja Norwegii na Mistrzostwach Europy w Wioślarstwie 2010
Reprezentacja Norwegii na Mistrzostwach Europy w Wioślarstwie 2010 liczyła 8 sportowców. Najlepszymi wynikami było 9. miejsce w jedynce wagi lekkiej i dwójce podwójnej wagi lekkiej mężczyzn.

## Medale

### Złote medale
Brak

### Srebrne medale
Brak

### Brązowe medale
Brak

## Wyniki

### Konkurencje mężczyzn
- jedynka (M1x): Olaf Tufte – brak[1]
- jedynka wagi lekkiej (LM1x): Svein Urban Ringstad – 9. miejsce
- dwójka podwójna wagi lekkiej (LM2x): Kristoffer Brun, Are Strandli – 9. miejsce
- czwórka podwójna (M4x): Bjørn Jostein Singstad, Thorstein Nordby, Truls Albert, Hans-Gunnar Grepperud Eikeland – 10. miejsce